# Kathryn Leigh Scott
Pour les articles homonymes, voir Leigh et Scott.
Kathryn Leigh Scott est une actrice et productrice américaine née le 29 janvier 1945 à Robbinsdale (Minnesota).

## Biographie
Elle est principalement connue aux États-Unis pour être apparue dans la série télévisée Dark Shadows, sur laquelle elle a par ailleurs écrit plusieurs livres.

## Filmographie

### comme actrice

#### Télévision
- 1966-1970 : Dark Shadows (série télévisée) : Maggie Evans / Josette DuPres Collins / Rachel Drummond / Kitty Soames
- 1973 : Crime of Passion (série télévisée) : Gabrielle
- 1973 : Harriet's Back in Town (série télévisée) : Louisa Vernon
- 1974 : Marked Personal (série télévisée) : Diana Spear
- 1974 : Come Die with Me (téléfilm) : Suzy
- 1974 : The Turn of the Screw (téléfilm) de Dan Curtis : Miss Jessel
- 1974 : Dial M for Murder (série télévisée) : Melissa Vardon
- 1975 : Late Call (série télévisée) : Shirley Egan
- 1975 : Edward the King (série télévisée) : Nièce du président Buchanan
- 1977 : Cosmos 1999 (Space 1999) (série télévisée) : Yesta
- 1977 : BBC2 Play of the Week (série télévisée) : Sœur de Michael
- 1978 : Hawaï police d'État (Hawai Five O) (série télévisée) : Jemilla
- 1978 : Baretta (série télévisée) : Margaret
- 1978 : Switch (série télévisée) : Détective Lyndel Ellis
- 1978 : Le Retour du Saint (Return of the Saint) (série télévisée) : Gayle
- 1979 : Big Shamus, Little Shamus (série télévisée) : Stephanie Marsh
- 1979 : La Petite Maison dans la prairie (Little House on the Prairie) (série télévisée) : Belle Harrison
- 1979 : Quincy (Quincy M.E.) (série télévisée) : Laura Ramsey
- 1979 : L'Incroyable Hulk (The Incredible Hulk) (série télévisée) : Gail Collins
- 1979 : The Chinese Typewriter (téléfilm) de Lou Antonio : Toby Nash
- 1980 : La Maison de tous les cauchemars (Hammer House of Horror) (série télévisée) : Penny
- 1981 : Dynastie (Dynasty) (série télévisée) : Jennifer
- 1981 : Magnum (Magnum P.I.) (série télévisée) : s1e16 Christie DeBolt
- 1981-1982 : Shannon (série télévisée) : rôle sans nom
- 1982 : Devlin Connection (The Devlin Connection) (série télévisée) : rôle sans nom
- 1982 : Police Squad (série télévisée) : Sally
- 1982 : The Quest (série télévisée) : Jeri
- 1982 : CBS Afternoon Playhouse (série télévisée) : Mère de Kevin
- 1983 : Jake Cutter (Tales of the Gold Monkey) (série télévisée) : Melodie
- 1983 : The Renegades (série télévisée) : Julie Robinson
- 1983 : Ryan's Four (série télévisée) : rôle sans nom
- 1984 : Philip Marlowe, détective privé (Philip Marlowe, Private Eye) (série télévisée) : Annie Riordan
- 1984 : Le Juge et le Pilote (Hardcastle and McCormick) (série télévisée) : Lenore Alcott
- 1984 : Call to Glory (série télévisée) : Elaine Farrell
- 1985 : Cagney et Lacey (Cagney & Lacey) (série télévisée) : Barbara Cody
- 1986 : Murrow (téléfilm) de Jack Gold : Janet Murrow
- 1986 : Chasseurs d'ombres (Shadow Chasers) (série télévisée) : Gwen Page
- 1986 : Les Derniers jours de Patton (The Last Days of Patton) (téléfilm) de Delbert Mann : La maîtresse de Patton
- 1986 : L'Agence tous risques (The A-Team) (série télévisée) : Shériff Ann Plummer
- 1987 : Hôtel (Hotel) (série télévisée) : Linda Anderson
- 1988 : Côte Ouest (Knots Landing) (série télévisée) : L'architecte
- 1988 : Probe (série télévisée) : Docteur Deanna Hardwick
- 1988 : La loi est la loi (Jake and the Fatman) (série télévisée) : Holly Poole
- 1988 : Le Cavalier solitaire (Guns of Paradise) (série télévisée) : Lucy Cord Carroll
- 1989 : Voice of the Heart (téléfilm) de Tony Wharmby : Arlene Mason
- 1989 : Matlock (série télévisée) : Janice Barelli
- 1989 : Dallas (Dallas) (série télévisée) : Bunny Harvard
- 1989 : Star Trek : La Nouvelle Génération (Star Trek: The Next Generation) (série télévisée) : Nuria
- 1990 : 21 Jump Street (21, Jump Street) (série télévisée) : Margaret
- 1990 : Matlock (série télévisée) : Juge Marla Cordante
- 1990 : La loi est la loi (Jake and the Fatman) (série télévisée) : Denise
- 1999 : Les Nouveaux Professionnels (CI5: The New Professionals) (série télévisée) : Docteur Shepherd
- 2006 : Huff (série télévisée) : Swanson
- 2013-2014 ; Les Goldberg (The Goldbergs) (série télévisée) : Miriam
- 2014 : Les Enfants du péché : Nouveau Départ (Petals on the Wind) (téléfilm) de Karen Moncrieff : La dame de la société
- 2014-2016 : Old Dogs & New Tricks (série télévisée) : Lillianne Carter
- 2015 : Marvel : Les Agents du SHIELD (Marvel's Agents of SHIELD) (série télévisée) : La Baronne
- 2016 : Broadcasting Christmas (téléfilm) de Peter Sullivan : Ruth Morgan

#### Cinéma
- 1970 : La Fiancée du vampire (House of Dark Shadows) : Maggie Evans
- 1974 : Gatsby le Magnifique (The Great Gatsby) : Catherine
- 1975 : Brannigan : Miss Allen, agent d'Airline
- 1977 : Providence : Miss Boon
- 1978 : The Gypsy Warriors de Lou Antonio : Lady Asten-Forbes
- 1978 : L'Empire du Grec (The Greek Tycoon) de J. Lee Thompson : Nancy Cassidy
- 1980 : Witches' Brew (en) de Richard Shorr et Herbert L. Strock : Susan Carey
- 1987 : Protection rapprochée (Assassination) : Polly Sims
- 1997 : 187 (One Eight Seven) : L'anglaise
- 2012 : Dark Shadows : Caméo lors de la soirée organisée à Collinwood
- 2017 : State of Mind (Three Christs) de Jon Avnet : Victoria Rogers

### Comme productrice
- 1999 : The Bunny Years (TV)

### Comme réalisatrice
- 2008 : Flu Bird Horror (en)